# Schwarzer Turm (Prager Burg)

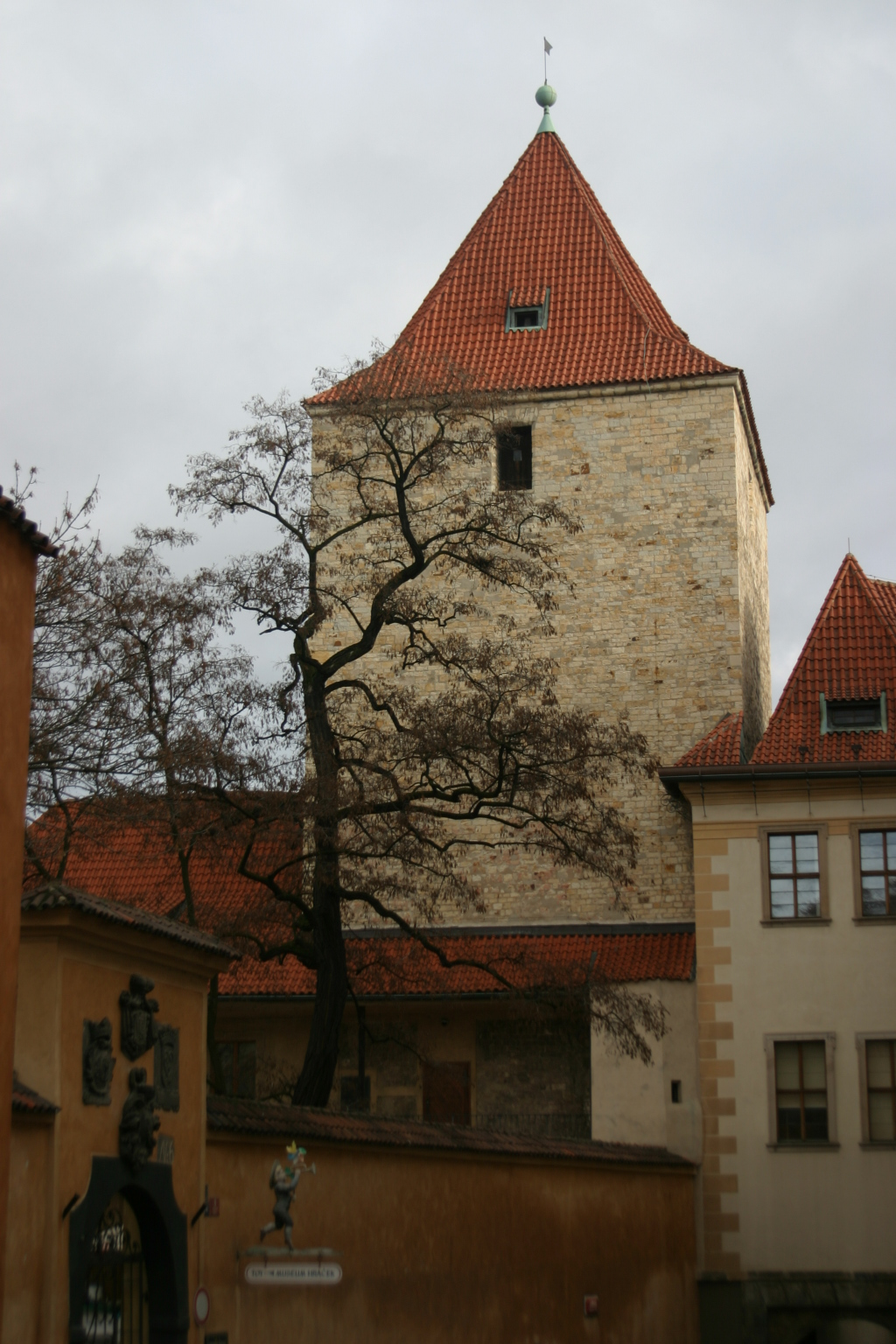
Schwarzer Turm, Blick von Westen, 2007

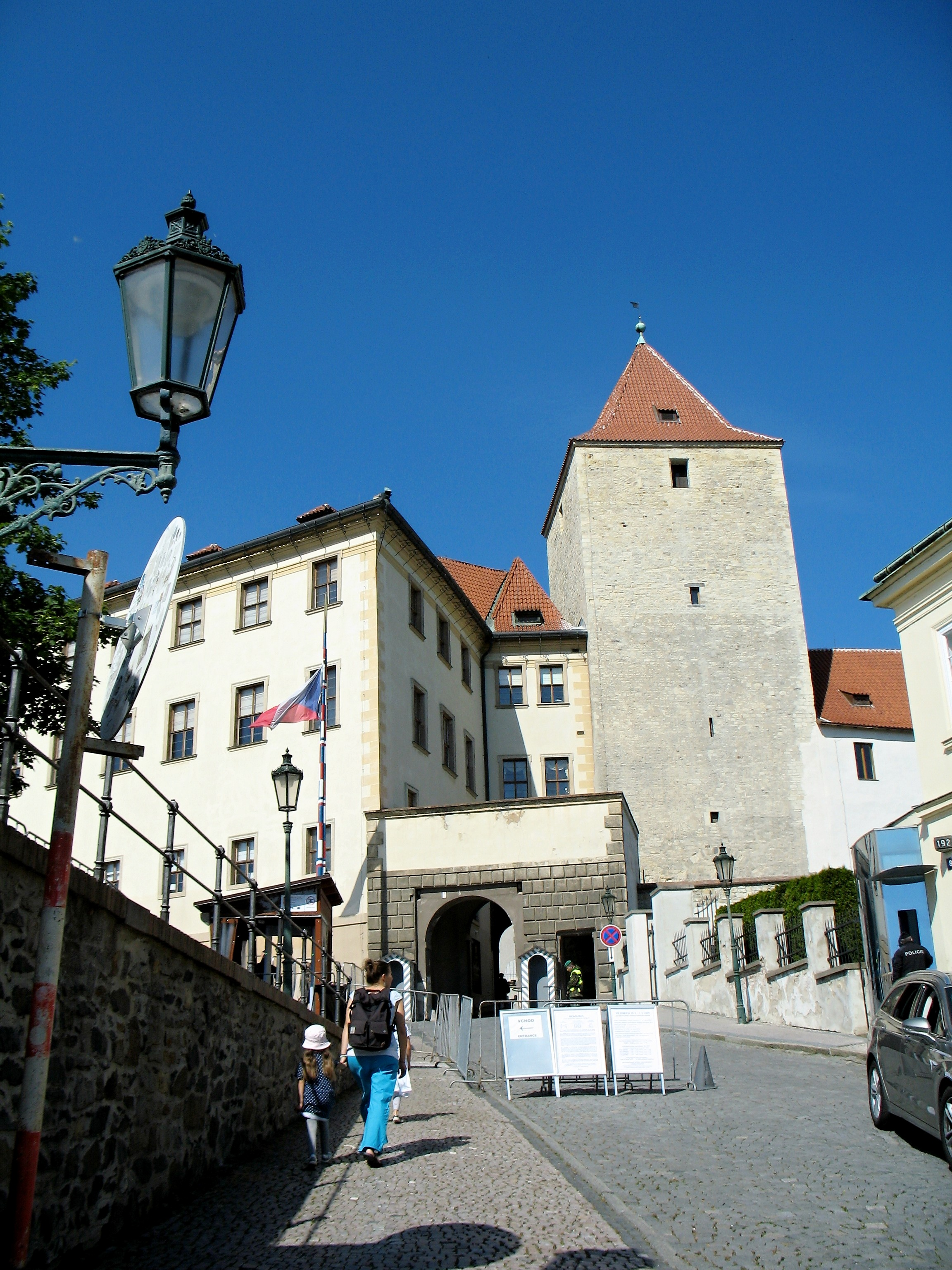
Schwarzer Turm, Blick von Osten, 2020

Der Schwarze Turm (tschechisch Černá věž), früher auch Goldener Turm (Zlatá věž) genannt, ist ein ehemaliger Wehrturm auf der Prager Burg. Er ist der einzige vollständig erhaltene Turm der ursprünglichen romanischen Burgbefestigung aus dem 12. Jahrhundert. Durch ein Tor im Schwarzen Turm führte früher der östliche Zugangsweg zur Burg.
Im Schwarzen Turm ist ein Archiv archäologischer Funde aus der Prager Burg untergebracht.

## Geschichte und Beschreibung
Der steinerne Schwarze Turm wurde wahrscheinlich um das Jahr 1135 als Teil der romanischen Burgbefestigung gebaut. Seine Fundamente sind älter, sie stammen von einem Turm aus dem 11. Jahrhundert. Der Schwarze Turm hat einen rechteckigen Grundriss von 11 × 11 Meter, die Höhe bis zum Gesims beläuft sich auf etwa 26 Meter. Die Mauern sind bemerkenswert dick, im Erdgeschoss sind sie 2,4 Meter, an der Nordseite sogar 3 Meter stark.
Der Turm bekam später ein pyramidenförmiges Dach. Das Dach wurde während der Regierungszeit von Kaiser Karl IV. mit vergoldeten Bleiplatten belegt, um allen Besuchern vor Augen zu führen, dass sie sich dem Sitz eines mächtigen Herrschers nähern. Deshalb nannte man den Turm auch den Goldenen Turm. König Vladislav Jagiello ließ im 15. Jahrhundert das Tor im Schwarzen Turm zumauern und ein neues Tor zwischen dem Schwarzen Turm und dem Lobkowicz-Palais errichten. Das bildet bis heute den östlichen Zugang von der Alten Schlossstiege (Staré zámecké schody).
Die unteren Stockwerke dienten früher als Gefängnis, oben wohnte der Wächter. Seine Aufgabe war es, die Umgebung zu beobachten und vor herannahenden Feinden oder vor Bränden zu warnen. Im oberen Stockwerk war außen ein hölzerner Umgang angebracht, der 1538 durch einen Blitzeinschlag verbrannte und nicht wieder erneuert wurde. Bei dem Blitzeinschlag wurde auch der Turm beschädigt. Der große Stadtbrand in Prag 1541, der die Kleinseite und den Hradschin erfasste, verschonte den Schwarzen Turm. Aber seine Mauern wurden vom Feuer so stark geschwärzt, dass man den Turm seitdem den Schwarzen Turm nannte.